# The Gazette (ban nhạc)
The Gazette (viết cách điệu là the GazettE), lúc đầu có tên là Gazette (ガゼット Gazetto) là một ban nhạc visual kei rock người Nhật Bản đến từ tỉnh Kanagawa, thành lập vào đầu năm 2002. Ban nhạc hiện đang ký hợp đồng với hãng đĩa Sony Music Records.

## Thành viên
Hiện tại
- Ruki (ルキ) – hát chính, đôi khi chơi guitar (2002–nay)
- Uruha (麗) – lead guitar, acoustic guitar, hát bè (2002–nay)
- Aoi (葵) – rhythm guitar, acoustic guitar, hát bè (2002–nay)
- Reita (れいた) – bass, hát bè (2002–nay)
- Kai (戒) – trống, bộ gõ, hát bè, thủ lĩnh ban nhạc (2003–nay)

Cũ
- Yune (由寧) – trống, bộ gõ (2002–2003)

## Danh sách đĩa nhạc
Album phòng thu
| Tựa đề              | Ngày phát hành       | Hãng đĩa                   | Xếp hạng Oricon | TWN Combo |
| ------------------- | -------------------- | -------------------------- | --------------- | --------- |
| Disorder            | 13 tháng 10 năm 2004 | PS Company                 | 19              | –         |
| Nil                 | 8 tháng 2 năm 2006   | King Records / JPU Records | 4               | 17        |
| Stacked Rubbish     | 4 tháng 7 năm 2007   | King Records / JPU Records | 3               | 16        |
| Dim                 | 15 tháng 7 năm 2009  | King Records / JPU Records | 5               | 11        |
| Toxic               | 5 tháng 10 năm 2011  | Sony Music / JPU Records   | 6               | –         |
| Division            | 29 tháng 8 năm 2012  | Sony Music / JPU Records   | 4               | –         |
| Beautiful Deformity | 23 tháng 10 năm 2013 | Sony Music / JPU Records   | 8               | –         |
| Dogma               | 26 tháng 8 năm 2015  | Sony Music / JPU Records   | 3               | –         |
| Ninth               | 13 tháng 6 năm 2018  | Sony Music / JPU Records   | 3               | –         |

EP
| Tựa đề                                                   | Ngày phát hành      | Hãng đĩa   | Xếp hạng Oricon |
| -------------------------------------------------------- | ------------------- | ---------- | --------------- |
| Cockayne Soup                                            | 28 tháng 5 năm 2003 | PS Company | 99              |
| Akuyuukai (悪友會 ～あくゆうかい～; Meeting Bad Company) | 25 tháng 6 năm 2003 | PS Company | 100             |
| Spermargarita (スペルマルガリィタ)                       | 30 tháng 7 năm 2003 | PS Company | 78              |
| Hankou Seimeibun (犯行声明文; Letter of Responsibility)  | 1 tháng 10 năm 2003 | PS Company | 62              |
| Madara (斑蠡 ～MADARA～)                                 | 30 tháng 3 năm 2004 | PS Company | 38              |
| Gama (蝦蟇 (がま); Toad)                                 | 3 tháng 8 năm 2005  | PS Company | 24              |

Đĩa đơn
| Tựa đề                                                                | Ngày phát hành       | Hãng đĩa                   | Hãng đĩa Oricon |
| --------------------------------------------------------------------- | -------------------- | -------------------------- | --------------- |
| Wakaremichi (別れ道; Crossroads)                                      | 30 tháng 4 năm 2002  | Matina                     | –               |
| Kichiku Kyoushi (32sai Dokushin) no Nousatsu Kouza                    | 30 tháng 8 năm 2002  | Matina                     | –               |
| Gozen 0-ji no Trauma Radio                                            | 1 tháng 11 năm 2003  | Matina                     | 273             |
| Zakurogata no Yuuutsu (ザクロ型の憂鬱; Pomegranate Shaped Melancholy) | 28 tháng 7 năm 2004  | PS Company                 | 23              |
| Zetsu (舐～zetsu～; Lick)                                             | 28 tháng 7 năm 2004  | PS Company                 | 24              |
| Miseinen (未成年; Minor)                                              | 28 tháng 7 năm 2004  | PS Company                 | 25              |
| Dainippon Itangeishateki Noumiso Chuzuri Zecchou Zekkei Ongenshuu     | 28 tháng 7 năm 2004  | PS Company                 | 102             |
| reila                                                                 | 9 tháng 3 năm 2005   | PS Company / JPU Records   | 8               |
| Cassis                                                                | 7 tháng 12 năm 2005  | King Records / JPU Records | 6               |
| Regret                                                                | 25 tháng 10 năm 2006 | King Records / JPU Records | 9               |
| Filth in the beauty                                                   | 1 tháng 11 năm 2006  | King Records / JPU Records | 5               |
| Hyena                                                                 | 7 tháng 2 năm 2007   | King Records / JPU Records | 4               |
| Guren (紅蓮; Crimson Lotus)                                           | 13 tháng 2 năm 2008  | King Records / JPU Records | 3               |
| Leech                                                                 | 12 tháng 11 năm 2008 | King Records / JPU Records | 2               |
| Distress and Coma                                                     | 25 tháng 3 năm 2009  | King Records / JPU Records | 3               |
| Before I Decay                                                        | 7 tháng 10 năm 2009  | King Records / JPU Records | 2               |
| Shiver                                                                | 21 tháng 7 năm 2010  | Sony Music                 | 2               |
| Red                                                                   | 22 tháng 9 năm 2010  | Sony Music                 | 6               |
| Pledge                                                                | 15 tháng 12 năm 2010 | Sony Music                 | 2               |
| Vortex                                                                | 25 tháng 5 năm 2011  | Sony Music                 | 5               |
| Remember the Urge                                                     | 31 tháng 8 năm 2011  | Sony Music                 | 6               |
| Fadeless                                                              | 21 tháng 8 năm 2013  | Sony Music / JPU Records   | 4               |
| Ugly                                                                  | 18 tháng 11 năm 2015 | Sony Music / JPU Records   | 16              |
| Undying                                                               | 27 tháng 4 năm 2016  | Sony Music / JPU Records   | 10              |

Album biên tập
| Tựa đề                                                         | Ngày phát hành     | Hãng đĩa                   | Xếp hạng Oricon | TWN AST ASIA |
| -------------------------------------------------------------- | ------------------ | -------------------------- | --------------- | ------------ |
| Dainihon Itangeishateki Noumiso Gyaku Kaiten Zekkyou Ongenshuu | 3 tháng 5 năm 2006 | King Records               | 34              | –            |
| Traces Best of 2005 - 2009                                     | 6 tháng 4 năm 2011 | King Records / JPU Records | 19              | –            |
| Traces Vol.2                                                   | 8 tháng 3 năm 2017 | Sony Music / JPU Records   | 8               | 1            |

Nhạc phẩm biên tập
- Yougenkyou (妖幻鏡, Moon) (25 tháng 12 năm 2002, Eternal)
  - (với bài hát "Okuribi" (おくり火))
- Kaleidoscope (1 tháng 5 năm 2003, PS Company)
  - (với các bài hát "Back Drop Junkie [Nancy]" và "Akai One Piece" (赤いワンピース))
- Hanamuke & Gazette Live (男尻ツアーファイナル) (6 tháng 5 năm 2003, PS Company)
  - (với bài hát "Machibouke no Kouen de" (待ちぼうけの公園))
- Japanesque Rock Collectionz (28 tháng 7 năm 2004)
  - (với bài hát "Okuribi" (おくり火))
- Rock Nippon Shouji Nori ko Selection (ロックNIPPON 東海林のり子セレクション) (24 tháng 1 năm 2007)
  - (với bài hát "Cassis")
- Fuck the Border Line (Tri ân Kuroyume) (16 tháng 2 năm 2011, Avex Trax)
  - (với bài hát "C.Y.Head")
- Under Cover II (Tri ân TM Revolution) (27 tháng 2 năm 2013)
  - (với bài hát "Shakin' Love")

Sách
- "Verwelktes Gedicht" Photobook (20 tháng 10 năm 2005, PS Company)
  - (With the song "Kare Uta"(枯詩; Withered Poem))
- "Nil Band Score" Book (28 tháng 4 năm 2006, King Records)
- "Dainippon Itan Geisha-teki Noumiso Gyaku Kaiten Zekkyou Ongen Shuu Band Score" Book (13 tháng 10 năm 2007, King Records)
- "Stacked Rubbish Band Score" Book (1 tháng 3 năm 2008, King Records)
- "Dim Band Score" Book (14 tháng 9 năm 2009, King Records)
- "Traces Best of 2005-2009 Band Score" Book (1 tháng 10 năm 2012, King Records)
- "Toxic Band Score" Book (1 tháng 10 năm 2012, Sony Music Entertainment Japan)
- "Division Band Score" Book (3 tháng 2 năm 2013, Sony Music Entertainment Japan)
- "Beautiful Deformity Band Score" Book (28 tháng 12 năm 2013, Sony Music Entertainment Japan)
- "the GazettE World Tour 13 39395Mile" Photobook (10 tháng 3 năm 2014, PS Company)

Các sản phẩm khác
- "Doro Darake no Seishun." (泥だらけの青春。; Mud Covered Youth) (8 tháng 10 năm 2003)
- "Juuyon sai no Knife" (十四歳のナイフ; Fourteen Year-Old's Knife) (11 tháng 9 năm 2004, King Records)
- "Chigire" (チギレ; Torn) (10 tháng 8 năm 2005, King Records)